# Schem (Kasachstan)
Schem (kasachisch Жем) ist eine Stadt im westlichen Kasachstan.

## Geografische Lage
Schem liegt im Gebiet Aqtöbe und an der Trans-Aral-Eisenbahn.

## Bevölkerung
Nach der aktuellen Berechnung (2020) hat die Stadt 1.596 Einwohner.

## Geschichte
Der Ort wurde 1960 als Verwaltungszentrum eines sowjetischen Flugabwehrtestgeländes unter dem Namen Emba-5 (Эмба-5) gegründet und bekam 1967 die Stadtrechte verliehen. Das Testgelände, auf dem unter anderen S-300W, 9K330 Tor, 2K22 Tunguska sowie Buk M1 getestet worden sind, ist seit 1999 stillgelegt. Seit 1999 trägt die Stadt ihren aktuellen Namen.